# Élections législatives liechtensteinoises de 2013
Les élections législatives liechtensteinoises de 2013 se sont déroulées les 1er et 3 février 2013.
Le scrutin amène à une semi-alternance. Le Parti progressiste des citoyens (FBP) remporte la majorité absolue à l'assemblée et prolonge sa coalition avec l'Union patriotique, mais en tant que partenaire majoritaire. Adrian Hasler (FBP) remplace Klaus Tschütscher au poste de premier ministre.

## Système politique et électoral
Le Liechtenstein est une principauté organisée sous la forme d'une monarchie constitutionnelle. Le chef d'État est un prince qui possède des pouvoirs politiques importants, comprenant un droit de veto. Ces aspects de monarchie directe sont contrebalancés par des éléments de démocratie directe —  initiative populaire et référendum — qui font du Liechtenstein le pays d'Europe où celle-ci est considérée comme la plus poussée. 
Le parlement, appelé Landtag, détient le pouvoir législatif. Les 25 députés qui le composent sont élus pour quatre ans au sein de deux circonscriptions, l'Oberland et l'Unterland, comportant respectivement 15 et 10 sièges. Tous les sièges sont pourvus au scrutin proportionnel entre les listes de candidats ayant remporté au moins 8 % des suffrages exprimés au niveau national.
Le vote est obligatoire.

## Contexte politique
Le 1er juillet 2012, à la suite d'une initiative populaire destinée à réduire les pouvoirs princiers, les citoyens de la principauté rejettent par référendum à 76,1 % des voix la demande de réforme. Le taux de participation est de 82,9 %.

## Résultats
L'ensemble des voix en faveur des candidats d'un parti sont comptabilisés comme suffrages pour ce parti, ce qui porte le nombre de ces derniers à un total bien supérieur au nombre d'électeurs.
|                        |                                       |         |       |       |        |               |  |  |  |  |  |  |  |  |
| Parti                  | Parti                                 | Voix    | %     | +/-   | Sièges | +/-           |  |  |  |  |  |  |  |  |
|                        | Parti progressiste des citoyens (FBP) | 77 644  | 40,00 | 3,47  | 10     | 1             |  |  |  |  |  |  |  |  |
|                        | Union patriotique (VU)                | 65 118  | 33,55 | 14,06 | 8      | 5             |  |  |  |  |  |  |  |  |
|                        | Les Indépendants (DU)                 | 29 739  | 15,32 | Nv.   | 4      | 4             |  |  |  |  |  |  |  |  |
|                        | Liste libre (FL)                      | 21 603  | 11,13 | 2,21  | 3      | 2             |  |  |  |  |  |  |  |  |
| Total des voix         | Total des voix                        | 194 105 | 100   |       |        |               |  |  |  |  |  |  |  |  |
|                        |                                       |         |       |       |        |               |  |  |  |  |  |  |  |  |
| Suffrages exprimés     | Suffrages exprimés                    | 14 724  | 95,83 |       |        |               |  |  |  |  |  |  |  |  |
| Votes blancs et nuls   | Votes blancs et nuls                  | 640     | 4,17  |       |        |               |  |  |  |  |  |  |  |  |
| Total                  | Total                                 | 15 363  | 100   | -     | 25     | en stagnation |  |  |  |  |  |  |  |  |
| Abstention             | Abstention                            | 3 888   | 20,20 |       |        |               |  |  |  |  |  |  |  |  |
| Inscrits/Participation | Inscrits/Participation                | 19 251  | 79,80 |       |        |               |  |  |  |  |  |  |  |  |

Le 27 mars 2013, Adrian Hasler, membre du Parti progressiste des citoyens, est nommé Premier ministre à la tête d'un gouvernement de coalition avec l'Union patriotique.

### Résultats par circonscription
|            |            |          |          |          |          |               |           |           |           |           |               |       |       |  |
| Parti      | Parti      | Oberland | Oberland | Oberland | Oberland | Oberland      | Unterland | Unterland | Unterland | Unterland | Unterland     | Total | Total |  |
| Parti      | Parti      | Voix     | %        | +/-      | S        | +/-           | Voix      | %         | +/-       | S         | +/-           | Total | Total |  |
|            | FBP        | 55 233   | 39,28    | 2,46     | 6        | en stagnation | 22 411    | 41,90     | 6,30      | 4         | 1             | 10    |       |  |
|            | VU         | 48 586   | 34,55    | 14,32    | 5        | 3             | 16 532    | 30,91     | 13,26     | 3         | 2             | 8     |       |  |
|            | DU         | 20 748   | 14,75    | Nv.      | 2        | 2             | 8 991     | 16,81     | Nv.       | 2         | 2             | 4     |       |  |
|            | FL         | 16 058   | 11,42    | 2,03     | 2        | 1             | 5 546     | 10,37     | 2,74      | 1         | 1             | 3     |       |  |
| Total      | Total      | 140 625  | 100      |          |          |               | 53 480    | 100       |           |           |               |       |       |  |
|            |            |          |          |          |          |               |           |           |           |           |               |       |       |  |
| Val.       | Val.       | 9 808    | 100      | –        | 15       | en stagnation | 5 555     | 100       | –         | 10        | en stagnation | 25    |       |  |
| Abst       | Abst       | 2 713    | 21,67    |          |          |               | 1 175     | 17,46     |           |           |               |       |       |  |
| Ins./Part. | Ins./Part. | 12 521   | 78,33    | 6 730    | 82,54    |               |           |           |           |           |               |       |       |  |

### Résultats par commune
| Communes     | Parti                                                     | Parti                           | Voix   | %    | +/-  |
| ------------ | --------------------------------------------------------- | ------------------------------- | ------ | ---- | ---- |
| Vaduz        |                                                           | Parti progressiste des citoyens | 12 675 | 45,0 | 1,0  |
| Vaduz        |                                                           | Union patriotique               | 8 665  | 30,8 | 13,4 |
| Vaduz        |                                                           | Les Indépendants                | 3 639  | 12,9 | Nv.  |
| Vaduz        |                                                           | Liste libre                     | 3 161  | 11,2 | 1,4  |
| Vaduz        | Inscrits : 2 570; Votants : 1 981; Participation : 77,1 % |                                 |        |      |      |
| Balzers      |                                                           | Union patriotique               | 11 066 | 38,7 | 15,5 |
| Balzers      |                                                           | Parti progressiste des citoyens | 10 158 | 35,6 | 0,9  |
| Balzers      |                                                           | Les Indépendants                | 4 226  | 14,8 | Nv.  |
| Balzers      |                                                           | Liste libre                     | 3 110  | 10,9 | 1,6  |
| Balzers      | Inscrits : 2 568; Votants : 2 011; Participation : 78,3 % |                                 |        |      |      |
| Planken      |                                                           | Parti progressiste des citoyens | 1 481  | 44,9 | 4,7  |
| Planken      |                                                           | Union patriotique               | 853    | 25,8 | 12,1 |
| Planken      |                                                           | Les Indépendants                | 492    | 14,9 | Nv.  |
| Planken      |                                                           | Liste libre                     | 474    | 14,4 | 1,8  |
| Planken      | Inscrits : 247; Votants : 226; Participation : 91,5 %     |                                 |        |      |      |
| Schaan       |                                                           | Parti progressiste des citoyens | 12 507 | 37,5 | 6,5  |
| Schaan       |                                                           | Union patriotique               | 10 500 | 31,5 | 13,1 |
| Schaan       |                                                           | Les Indépendants                | 5 618  | 16,9 | Nv.  |
| Schaan       |                                                           | Liste libre                     | 4 705  | 14,1 | 2,6  |
| Schaan       | Inscrits : 2 942; Votants : 2 323; Participation : 79,0 % |                                 |        |      |      |
| Triesen      |                                                           | Parti progressiste des citoyens | 10 572 | 39,0 | 1,4  |
| Triesen      |                                                           | Union patriotique               | 9 022  | 33,3 | 17,2 |
| Triesen      |                                                           | Les Indépendants                | 4 367  | 16,1 | Nv.  |
| Triesen      |                                                           | Liste libre                     | 3 114  | 11,5 | 2,5  |
| Triesen      | Inscrits : 2 507; Votants : 1 895; Participation : 75,6 % |                                 |        |      |      |
| Triesenberg  |                                                           | Union patriotique               | 8 480  | 41,9 | 19,3 |
| Triesenberg  |                                                           | Parti progressiste des citoyens | 7 840  | 38,8 | 1,5  |
| Triesenberg  |                                                           | Les Indépendants                | 2 406  | 11,9 | Nv.  |
| Triesenberg  |                                                           | Liste libre                     | 1 494  | 7,4  | 2,1  |
| Triesenberg  | Inscrits : 1 687; Votants : 1 372; Participation : 81,3 % |                                 |        |      |      |
| Eschen       |                                                           | Parti progressiste des citoyens | 6 247  | 36,7 | 3,1  |
| Eschen       |                                                           | Union patriotique               | 5 854  | 34,4 | 19,3 |
| Eschen       |                                                           | Les Indépendants                | 3 111  | 18,3 | Nv.  |
| Eschen       |                                                           | Liste libre                     | 1 828  | 10,7 | 4,1  |
| Eschen       | Inscrits : 2 193; Votants : 1 773; Participation : 80,8 % |                                 |        |      |      |
| Gamprin      |                                                           | Parti progressiste des citoyens | 3 197  | 47,0 | 5,9  |
| Gamprin      |                                                           | Union patriotique               | 1 929  | 28,4 | 13,8 |
| Gamprin      |                                                           | Les Indépendants                | 1 270  | 18,7 | Nv.  |
| Gamprin      |                                                           | Liste libre                     | 404    | 5,9  | 0,9  |
| Gamprin      | Inscrits : 842; Votants : 704; Participation : 83,6 %     |                                 |        |      |      |
| Mauren       |                                                           | Parti progressiste des citoyens | 7 015  | 46,1 | 7,3  |
| Mauren       |                                                           | Union patriotique               | 3 980  | 26,2 | 9,7  |
| Mauren       |                                                           | Les Indépendants                | 2 390  | 15,7 | Nv.  |
| Mauren       |                                                           | Liste libre                     | 1 835  | 12,1 | 1,4  |
| Mauren       | Inscrits : 1 959; Votants : 1 581; Participation : 80,7 % |                                 |        |      |      |
| Ruggell      |                                                           | Parti progressiste des citoyens | 3 904  | 40,9 | 8,2  |
| Ruggell      |                                                           | Union patriotique               | 3 213  | 33,6 | 12,2 |
| Ruggell      |                                                           | Les Indépendants                | 1 568  | 16,4 | Nv.  |
| Ruggell      |                                                           | Liste libre                     | 865    | 9,1  | 3,9  |
| Ruggell      | Inscrits : 1 157; Votants : 990; Participation : 85,6 %   |                                 |        |      |      |
| Schellenberg |                                                           | Parti progressiste des citoyens | 2 048  | 42,1 | 10,9 |
| Schellenberg |                                                           | Union patriotique               | 1 556  | 32,0 | 4,9  |
| Schellenberg |                                                           | Les Indépendants                | 652    | 13,4 | Nv.  |
| Schellenberg |                                                           | Liste libre                     | 614    | 12,6 | 2,4  |
| Schellenberg | Inscrits : 579; Votants : 507; Participation : 87,6 %     |                                 |        |      |      |